# Celastrus membranifolius
Celastrus membranifolius är en benvedsväxtart som beskrevs av David Prain. Celastrus membranifolius ingår i släktet Celastrus och familjen Celastraceae. Inga underarter finns listade.